# 馬西納省

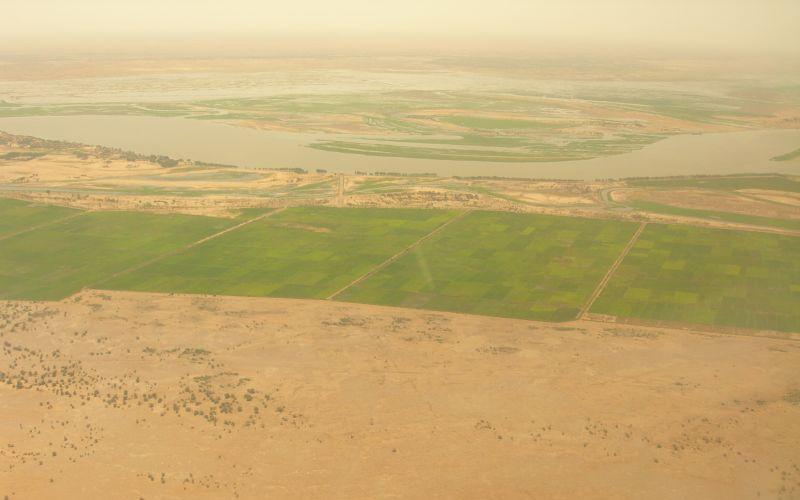

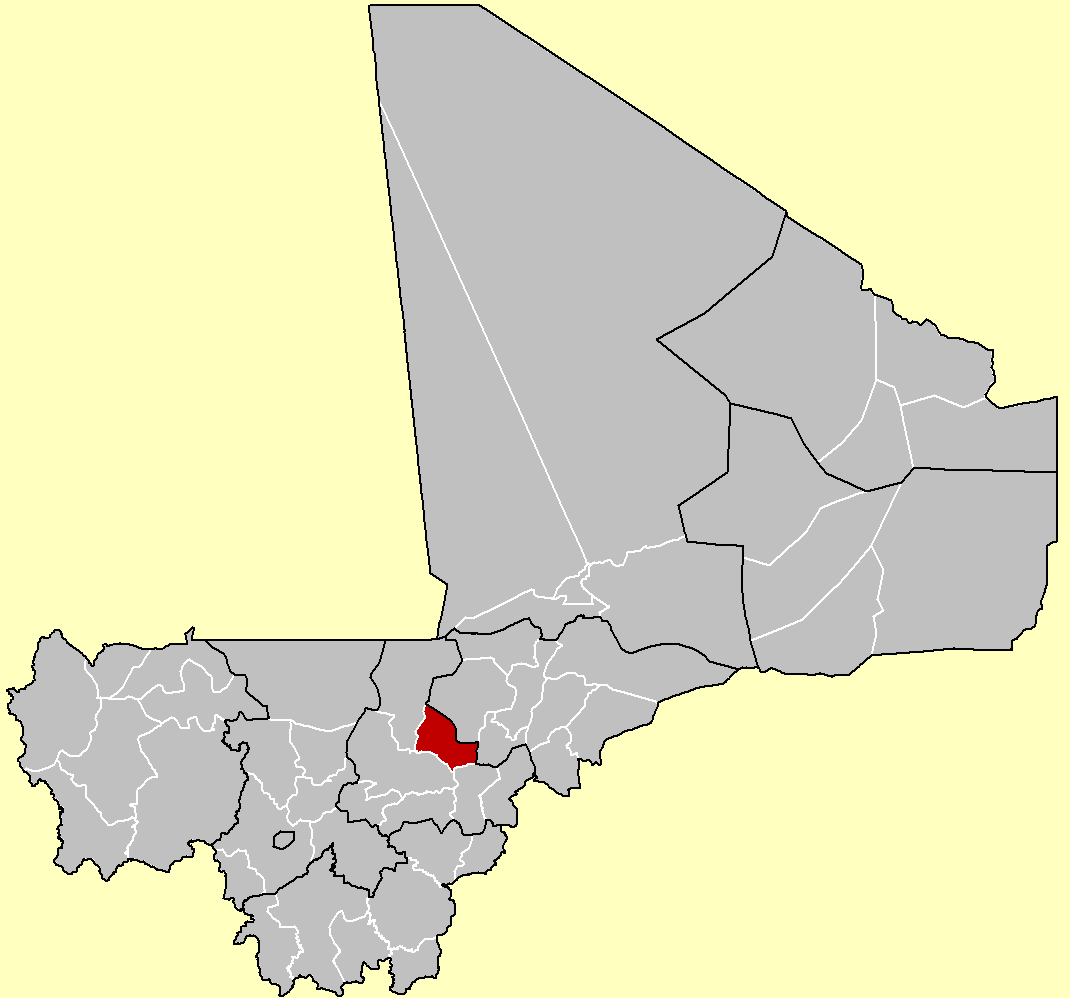

馬西納省（法語：Cercle de Macina），是馬里的省份，位於該國中部，由塞古區負責管轄，首府設於馬西納，面積11,750平方公里，2009年人口237,477，人口密度每平方公里20人。